# 平壤怪兽
平壤怪兽（： Pulgasari，源自／，或译为《不可杀》、《食铁怪兽》），是一部日本和朝鲜民主主义人民共和国合拍的电影。制作本片的摄影和特效人员来自日本的東寶，他们曾负责《哥斯拉》系列电影的幕后制作，扮演怪兽“不可殺”的演员是曾扮演过“哥斯拉”的日本演员薩摩劍八郎。影片2000年在南韓首尔上映，这也是首部在首尔影院里上映的朝鲜电影。

## 剧情
在14世纪的朝鲜村庄裡一直有“不可杀”的传说。当时朝鲜正值暴君当政，暴君下令收集民间的铁具打造兵器，有一个铁匠因违反规定而被毒打并抓进牢裡，他在临死前用泥土和饭菜做成一个小玩偶，并对暴君发下诅咒，后来前来探望的女儿发现了这个玩偶，将其作为父亲的遗物带回家。有一次女儿不小心被针扎破了手指，血滴在了玩偶上，玩偶居然活了过来，变成了一只以吃铁为生的怪兽；铁匠的儿女知道，这就父亲常说的“不可杀”。在铁匠的女儿喂养下，小怪兽最终长成了一只巨大的怪兽。后来农民发动起义，在战争中这只怪兽衝入敌阵，吃掉官兵的兵器，捣毁的城墙，而且基本不为官兵所伤，最终在怪兽的领导下农民军打败了暴君。但是和平到来后，怪兽却成了最大的问题，他吃到的铁器越来越多，就连农具都被他吃掉了。为了大家的生存，铁匠的女儿决定痛心杀死怪兽，她藏在铁器裡被怪兽当作食物一起吃下，随后和怪兽同归于尽。

## 政治用途
2004年美国拍摄了木偶动画片《美国战队：世界警察》，这部电影讽刺了朝鲜当时的领导人金正日，而且影片因为性、暴力场景和粗口语言众多，在美国上映时被定为R级，17岁以下的观众观看时必须由父母或者监护人陪伴才行。朝鲜的媒体对此片进行了强烈的抨击，并播放了此片进行还击。

## 後續
此片的导演是被朝鲜特工从南韓绑架来的申相玉，电影拍摄完成后不久，申相玉利用此片前往机会，借机逃往维也纳，之后转到美国寻求政治庇护。1994年，申相玉从美国返回南韓定居。2006年，因肝炎并发症在首尔大学医院逝世。在其逃脱后，朝鲜拒绝承认申相玉为本片的导演，而把本片的导演头衔给了副导演。